# Zoïa Parfenova
Pour les articles homonymes, voir Parfionov.
Zoïa Parfenova (russe : Зоя Парфёнова) née le 21 juin 1920 à Alatyr et morte à  Moscou le 7 avril 1993, est une lieutenant-cheffe et adjointe à la commandante d'escadron du 588e NBAP, 325e division des bombardiers de nuit de l'aviation de la 4e armée aérienne sur le Deuxième front biélorusse pendant la Seconde Guerre mondiale. Pour son service dans l'armée, elle reçoit le titre d'Héroïne de l'Union soviétique le 18 août 1945.

## Enfance et éducation
Parfenova est née dans une famille de paysans de Russie. Elle est diplômée en soins infirmiers avant de finalement devenir instructrice de vol.

## Carrière militaire
Parfenova rejoint l'armée soviétique en 1941 après le début de la Grande Guerre patriotique. Au début de 1942, elle est diplômée de l'école militaire d'aviation d'Engels et est envoyée au front en mai où elle combat en tant que membre du régiment dans le Sud, le Caucase, et sur les fronts biélorusse et polonais. Elle devient membre du Parti Communiste de l'Union soviétique en 1943,.
Le 29 janvier 1945, lors d'un largage de munitions pour les troupes soviétiques au sol, son Po-2 est attaqué par un barrage anti-aérien et des bombardiers, des éclats d'obus déchirant le fuselage de son cockpit, la blessant gravement à la jambe et entraînant une perte de sang importante. Malgré ces blessures et une faible visibilité combinée à de fortes chutes de neige, ce qui réduit considérablement la maniabilité de l'avion, elle réussit à atterrir en toute sécurité, perdant connaissance peu de temps après. Après l'incident, elle reçoit des soins médicaux et informe les soldats de la position des équipements anti-aériens de l'Axe.
En tant qu'adjointe à la commandante de l'escadron de son régiment, elle effectue 815 sorties au cours de la guerre, détruisant des entrepôts de munition, un bataillon d'infanterie et son équipement, larguant 500 000 dépliants de propagande et forçant cinq batteries d'artillerie à battre en retraite.
Le 18 août 1945, elle reçoit le titre d'Héroïne de l'Union soviétique pour « l'accomplissement exemplaire de ses missions et la démonstration de courage et d'héroïsme dans la bataille contre les envahisseurs fascistes allemands » ; elle est la seule femme de Tchouvachie à avoir reçu ce titre.

## Après-guerre
Après la fin de la Seconde Guerre mondiale, Parfenova quitte le service actif et devient réserviste. Elle est membre du Comité Soviétique de Vétérans de Guerre. Elle donne naissance à deux filles et travaille dans la ville de Riazan comme responsable d'une salle de cinéma jusqu'en 1979. Elle déménage à Moscou en 1991, et y meurt le 7 avril 1993 . Elle est enterrée dans le cimetière central de Shcherbinski.

## Distinctions
- Héroïne de l'Union soviétique[6]
- Ordre de Lénine[6]
- Deux Ordres du Drapeau rouge[7],[8]
- Deux Ordres de la Guerre Patriotique, 1re Classe[9]
- Ordre de l'Étoile rouge[10]
- Médaille pour la victoire sur l'Allemagne dans la Grande Guerre patriotique de 1941-1945
- Médaille pour la Libération de Varsovie
- Médaille pour la défense du Caucase
- Medal "Veteran of Labour" (en)